# António Gil
António Gil da Silveira Machado Bettencourt (Praia da Graciosa, 3 de Junho de 1846 — Angra do Heroísmo, 3 de Julho de 1883), mais conhecido por António Gil, foi um escritor, poeta e bibliófilo açoriano. Em política foi um separatista que pugnava pela independência dos Açores sob protectorado dos Estados Unidos da América.

## Biografia
António Gil foi filho do graciosense Francisco de Sousa Machado e Costa e de sua mulher, a micaelense Ana Gil de Bettencourt. 
Fez a sua instrução primária na vila da Praia e os seus estudos secundários no Liceu de Angra do Heroísmo, onde ingressou em  1856. Apesar de frequentemente doente, foi um aluno brilhante. 
Desde muito jovem que escreveu poesia, folhetins e bem elaborados artigos políticos e literários, que se encontram publicados em vários periódicos de Angra do Heroísmo, de Ponta Delgada e de Lisboa.
A sua melhor produção foi a poética, produzindo obras de cunho lamartiniano de grande qualidade. A sua poesia encontra-se dispersa pelos muitos periódicos em que colaborou e muita ficou inédita.
Traduziu e publicou o romance Belle-Rose de Amédée Achard. Publicou, conjuntamente com Augusto Ribeiro, o Almanaque Insulano para Açores e Madeira nos anos de 1873 e 1874, única obra que publicou em livro, já que deixou toda a sua restante produção literária dispersa por periódicos. 
Fundou e redigiu, conjuntamente com José Sampaio, o semanário Os Açores. Através da imprensa foi um proponentes das comemorações nos Açores dos centenários do Marquês de Pombal e de Luís de Camões.
Foi um dos promotores da formação do Grémio Literário de Angra do Heroísmo, um grupo de intelectuais que pugnava pelo desenvolvimento literário dos Açores. Foi o editor do jornal da agremiação, o Jornal do Grémio Literário de Angra do Heroísmo, que se publicou a partir de 1868. Nele colaboraram, entre muitos outros, João Carlos Rodrigues da Costa, Francisco Maria Supico, Mendo Bem e Ernesto Rebelo.
Uma das principais actividades do Grémio Literário de Angra do Heroísmo foi a criação da Biblioteca do Grémio Literário, a primeira que nos Açores permitiu a leitura ao domicílio. O gabinete de leitura do Grémio, fundado em 1871, foi o primeiros dos Açores.
Foi professor particular da língua francesa e professor provisório do Liceu de Angra do Heroísmo, tendo fundado, em parceria com Mateus Augusto, uma escola nocturna destinada à instrução popular onde ensinavam pelo método de João de Deus.
António Gil foi um ávido bibliófilo, coleccionando obras referentes a temas açorianos, incluindo jornais e manuscritos. Os seus herdeiros venderam a colecção a José do Canto, que a partir dela constituiu a valiosa biblioteca e hemeroteca que  hoje está incorporada na Biblioteca Pública e Arquivo Regional de Ponta Delgada. Entre os manuscritos que possuía estava o autógrafo da Topografia da Ilha Graciosa de Jerónimo Emiliano de Andrade.
Fundou uma fábrica de papel na ilha Terceira, a qual foi efémera, já que António Gil faleceu pouco depois, levando ao abandono do projecto.
Um painel de azulejos recorda-o na casa onde viveu, na vila da Praia da Graciosa, no imóvel que é hoje o lar de idosos da Santa Casa da Misericórdia da Praia da Graciosa.

## Obras publicadas
- 1873 — Almanaque Insulano para 1874. Angra do Heroísmo: Typ. de  A Terceira.
- 1874 — Almanaque Insulano para 1875. Angra do Heroísmo: Typ. de  A Terceira.
- 1877 — Catalogo do Gabinete da Leitura Terceirense de A. Gil. Angra do Heroísmo: Imprensa do Governo Civil.